# Печатка Алабами
Вели́ка печа́тка шта́ту Алаба́ма (англ. The Great Seal of the State of Alabama) — один з державних символів штату Алабама, США.

## Історія

Велика печатка штату Алабама (1868—1939)

Печатку штату 1817 року розробив губернатор Території Алабама Вільям Ватт Бібб, що став згодом першим губернатором штату Алабама. Дизайн печатки схвалили законодавчі збори штату 1819 року й затвердили як зображення офіційної печатки штату. Дизайн включає в себе стилізовану мапу штату та прилеглих територій штатів (за годинниковою стрілкою) Міссісіпі, Джорджії, Теннессі та Флориди, а також Мексиканську затоку, яка омиває штат з північного заходу. Також зображено великі річки Алабами, які є найціннішим природним ресурсом території.
Оригінальний дизайн Бібба прослужив як офіційна печатка штату аж до 1868 року, після чого був замінений неоднозначним дизайном із зображенням орла, який тримає у дзьобі стрічку з написом Here We Rest («Тут ми відпочиваємо»). 1939 року губернатор штату Франк М. Діксон відновив колишню печатку штату Алабама, розроблену 1817 року, яка є офіційною печаткою штату.